# Populus davidiana
Populus davidiana är en videväxtart som beskrevs av Dode. Populus davidiana ingår i släktet popplar, och familjen videväxter. Utöver nominatformen finns också underarten P. d. tomentosa.